# Павлович, Станислав Николаевич
Станислав Николаевич Павлович (род. 21 января 1954 — 10 января 2024) — командующий Воздушного командование "Запад" ВСУ с 2008 по 2013 год. Единственный генерал в Украине который летал в пенсионном возрасте. Генерал-лейтенант, кавалер ордена Красной Звезды (Советский союз) и Данилы Галицкого (Украина). Руководитель воздушных сил Украины на Западном регионе.

## Биография
Родился 21 января 1954 года в селе Антоновка, Николаевской области УССР. В 1975 году окончил Черниговское военное авиационное училище. Брал непосредственное участие в войне в Афганистане. Служил в 14-й Воздушной Армии Советского союза. В 1992 году периприсягнул на верность Украине. С этого времени работал в 14-м авиационном корпусе ВВС Украины, который в 2004 году переформатировали в командование ВВС Украины "Запад".
За время службы продвинулся от летчика в Западном военном округе до командира эскадрильи. В 2004 году назначен первым замистителем командующего войск "Запад". С 2008 года возглавил ВК "Запад" и был его командиром вплоть до 2013.
Как пилот освоил несколько типов самолетов, среди них: Л-29, МиГ-15, МиГ-21, Су-7, Су-17 и Су-24.
После отставки работал инструктором готовил пилотов.